# Vòng loại Giải vô địch bóng đá thế giới 2022 – Khu vực Bắc, Trung Mỹ và Caribe (Vòng 1)
Vòng 1 của vòng loại giải vô địch bóng đá thế giới 2022 khu vực Bắc, Trung Mỹ và Caribe diễn ra từ tháng 3 đến tháng 6 năm 2021.

## Thể thức
Tổng cộng có 30 đội (xếp hạng 6–35 trong bảng xếp hạng FIFA công bố vào tháng 7 năm 2020) chia làm 6 bảng 5 đội, thi đấu vòng tròn tính điểm để chọn ra 6 đội đứng đầu mỗi bảng giành quyền vào vòng 2.

## Bốc thăm
Lễ bốc thăm đồng loạt diễn ra vào ngày 19 tháng 8 năm 2020, lúc 19:00 CEST (UTC+2), tại trụ sở FIFA ở Zürich, Thụy Sĩ.
Chú thích: In đậm là đội giành quyền vào vòng 2.
| Nhóm 1 | Nhóm 2 | Nhóm 3 | Nhóm 4 | Nhóm 5 |
| --- | --- | --- | --- | --- |
| 1. El Salvador (69) 2. Canada (73) 3. Curaçao (80) 4. Panama (81) 5. Haiti (86) 6. Trinidad và Tobago (105) | 1. Antigua và Barbuda (126) 2. Guatemala (130) 3. Saint Kitts và Nevis (139) 4. Suriname (141) 5. Nicaragua (151) 6. Cộng hòa Dominica (158) | 1. Grenada (159) 2. Barbados (162) 3. Guyana (166) 4. Saint Vincent và Grenadines (167) 5. Bermuda (168) 6. Belize (170) | 1. Saint Lucia (176) 2. Puerto Rico (178) 3. Cuba (179) 4. Montserrat (183) 5. Dominica (184) 6. Quần đảo Cayman (193) | 1. Bahamas (195) 2. Aruba (200) 3. Quần đảo Turks và Caicos (203) 4. Quần đảo Virgin thuộc Mỹ (207) 5. Quần đảo Virgin thuộc Anh (208) 6. Anguilla (210) |

1. ↑  Saint Lucia ban đầu vào bảng E, nhưng sau đó bỏ cuộc trước khi vòng đấu diễn ra.[5]

## Lịch thi đấu
Vòng 1 ban đầu được diễn ra từ tháng 10 đến tháng 11 năm 2020, nhưng sau đó được dời sang thời gian từ tháng 3 đến tháng 6 năm 2021 do đại dịch COVID-19.
| Trận  | Ngày ban đầu         | Ngày thay đổi          |
| ----- | -------------------- | ---------------------- |
| 2 v 4 | 7 tháng 10 năm 2020  | 24 tháng 3 năm 2021    |
| 1 v 3 | 8 tháng 10 năm 2020  | 25 tháng 3 năm 2021    |
| 5 v 2 | 10 tháng 10 năm 2020 | 27 tháng 3 năm 2021    |
| 4 v 1 | 11 tháng 10 năm 2020 | 28–29 tháng 3 năm 2021 |
| 3 v 5 | 13 tháng 10 năm 2020 | 30 tháng 3 năm 2021    |
| 4 v 5 | 11 tháng 11 năm 2020 | 2 tháng 6 năm 2021     |
| 2 v 3 | 13 tháng 11 năm 2020 | 4 tháng 6 năm 2021     |
| 5 v 1 | 14 tháng 11 năm 2020 | 5 tháng 6 năm 2021     |
| 3 v 4 | 17 tháng 11 năm 2020 | 8 tháng 6 năm 2021     |
| 1 v 2 | 17 tháng 11 năm 2020 | 8 tháng 6 năm 2021     |

## Các bảng
Các trận đấu ban đầu diễn ra vào các ngày 7–13 tháng 10 và 11–17 tháng 11 năm 2020. Tuy nhiên, CONCACAF đã quyết định dời lịch thi đấu sang tháng 3 và tháng 6 năm 2021. The schedule for the March 2021 matches was announced on 26 February 2021. Due to the COVID-19 pandemic in North America and related quarantine and travel restrictions in certain countries, some matches took place at a neutral venue outside the territory of the host association.

### Bảng A
| VT | Đội                      | ST | T | H | B | BT | BB | HS  | Đ  | Giành quyền tham dự    |     | El Salvador | Montserrat | Antigua và Barbuda | Grenada | Quần đảo Virgin thuộc Mỹ |
| -- | ------------------------ | -- | - | - | - | -- | -- | --- | -- | ---------------------- | --- | ----------- | ---------- | ------------------ | ------- | ------------------------ |
| 1  | El Salvador              | 4  | 3 | 1 | 0 | 13 | 1  | +12 | 10 | Giành quyền vào vòng 2 |     | —           | —          | 3–0                | 2–0     | —                        |
| 2  | Montserrat               | 4  | 2 | 2 | 0 | 9  | 4  | +5  | 8  |                        |     | 1–1         | —          | —                  | —       | 4–0                      |
| 3  | Antigua và Barbuda       | 4  | 2 | 1 | 1 | 6  | 5  | +1  | 7  |                        | —   | 2–2         | —          | 1–0                | —       |                          |
| 4  | Grenada                  | 4  | 1 | 0 | 3 | 2  | 5  | −3  | 3  |                        | —   | 1–2         | —          | —                  | 1–0     |                          |
| 5  | Quần đảo Virgin thuộc Mỹ | 4  | 0 | 0 | 4 | 0  | 15 | −15 | 0  |                        | 0–7 | 0–4         | 0–3        | 0–1                | —       |                          |

| Antigua và Barbuda        | 2–2      | Montserrat                  |
| ------------------------- | -------- | --------------------------- |
| - Kirwan 23' - Bishop 45' | Chi tiết | - L. Taylor 7' (ph.đ.), 26' |

| El Salvador               | 2–0      | Grenada |
| ------------------------- | -------- | ------- |
| - Mayen 23' - Rugamas 46' | Chi tiết |         |

| Quần đảo Virgin thuộc Mỹ | 0–3      | Antigua và Barbuda                      |
| ------------------------ | -------- | --------------------------------------- |
|                          | Chi tiết | - Byers 26' - Griffith 34' (ph.đ.), 42' |

| Montserrat      | 1–1      | El Salvador  |
| --------------- | -------- | ------------ |
| - L. Taylor 89' | Chi tiết | - Rugamas 4' |

| Grenada     | 1–0      | Quần đảo Virgin thuộc Mỹ |
| ----------- | -------- | ------------------------ |
| - Lewis 33' | Chi tiết |                          |

| Montserrat                               | 4–0      | Quần đảo Virgin thuộc Mỹ |
| ---------------------------------------- | -------- | ------------------------ |
| - Pond 39' - Ince 60' - Clifton 66', 83' | Chi tiết |                          |

| Antigua và Barbuda | 1–0      | Grenada |
| ------------------ | -------- | ------- |
| - Browne 20'       | Chi tiết |         |

| Quần đảo Virgin thuộc Mỹ | 0–7      | El Salvador                                                                 |
| ------------------------ | -------- | --------------------------------------------------------------------------- |
|                          | Chi tiết | - Monterrosa 23', 86' - J. Portillo 30' - Rugamas 78', 82', 90' - Pérez 79' |

| Grenada     | 1–2      | Montserrat                   |
| ----------- | -------- | ---------------------------- |
| - Lewis 51' | Chi tiết | - L. Taylor 85', 87' (ph.đ.) |

| El Salvador                                 | 3–0      | Antigua và Barbuda |
| ------------------------------------------- | -------- | ------------------ |
| - Zavaleta 40' - Rugamas 68' - Martinez 85' | Chi tiết |                    |

### Bảng B
| VT | Đội             | ST | T | H | B | BT | BB | HS  | Đ  | Giành quyền tham dự    |      | Canada | Suriname | Bermuda | Aruba | Quần đảo Cayman |
| -- | --------------- | -- | - | - | - | -- | -- | --- | -- | ---------------------- | ---- | ------ | -------- | ------- | ----- | --------------- |
| 1  | Canada          | 4  | 4 | 0 | 0 | 27 | 1  | +26 | 12 | Giành quyền vào vòng 2 |      | —      | 4–0      | 5–1     | —     | —               |
| 2  | Suriname        | 4  | 3 | 0 | 1 | 15 | 4  | +11 | 9  |                        |      | —      | —        | 6–0     | —     | 3–0             |
| 3  | Bermuda         | 4  | 1 | 1 | 2 | 7  | 12 | −5  | 4  |                        | —    | —      | —        | 5–0     | 1–1   |                 |
| 4  | Aruba           | 4  | 1 | 0 | 3 | 3  | 19 | −16 | 3  |                        | 0–7  | 0–6    | —        | —       | —     |                 |
| 5  | Quần đảo Cayman | 4  | 0 | 1 | 3 | 2  | 18 | −16 | 1  |                        | 0–11 | —      | —        | 0–11    | —     |                 |

| Suriname                                        | 3–0      | Quần đảo Cayman |
| ----------------------------------------------- | -------- | --------------- |
| - Pinas 22' - Donk 38' (ph.đ.) - G. Vlijter 76' | Chi tiết |                 |

| Canada                                            | 5–1      | Bermuda        |
| ------------------------------------------------- | -------- | -------------- |
| - Larin 19', 27', 69' - Laryea 53' - Corbeanu 81' | Chi tiết | - Crichlow 63' |

| Aruba | 0–6      | Suriname                                                                    |
| ----- | -------- | --------------------------------------------------------------------------- |
|       | Chi tiết | - Hasselbaink 19', 37', 55' - Croes 27' (l.n.) - Jozefzoon 70' - Alberg 74' |

| Quần đảo Cayman | 0–11     | Canada |
| --------------- | -------- | --- |
|                 | Chi tiết | - Sturing 6' - Larin 13' - Wotherspoon 25' - Davies 27' (ph.đ.), 73' - Kaye 32', 63' - Johnston 44' - Cavallini 68', 74', 76' |

| Bermuda                                                     | 5–0      | Aruba |
| ----------------------------------------------------------- | -------- | ----- |
| - Crichlow 36', 80' - Bather 40' - Leverock 57' - Scott 64' | Chi tiết |       |

| Quần đảo Cayman         | 1–3      | Aruba                              |
| ----------------------- | -------- | ---------------------------------- |
| - J. Ebanks 30' (ph.đ.) | Chi tiết | - John 40', 75' - Groothusen 45+2' |

| Suriname                                                 | 6–0      | Bermuda |
| -------------------------------------------------------- | -------- | ------- |
| - Becker 3', 36' - Hasselbaink 15', 37', 65' - Pinas 74' | Chi tiết |         |

| Aruba | 0–7      | Canada                                                                                                  |
| ----- | -------- | --- |
|       | Chi tiết | - Cavallini 17', 45+2' - Hoilett 20' (ph.đ.) - Brault-Guillard 49' - Davies 78' - Larin 87' - David 89' |

| Bermuda    | 1–1      | Quần đảo Cayman |
| ---------- | -------- | --------------- |
| - Hall 65' | Chi tiết | - M. Ebanks 23' |

| Canada                                     | 4–0      | Suriname |
| ------------------------------------------ | -------- | -------- |
| - Davies 37' - David 59', 73', 77' (ph.đ.) | Chi tiết |          |

### Bảng C
| VT | Đội                         | ST | T | H | B | BT | BB | HS  | Đ  | Giành quyền tham dự    |     | Curaçao | Guatemala | Cuba | Saint Vincent và Grenadines | Quần đảo Virgin thuộc Anh |
| -- | --------------------------- | -- | - | - | - | -- | -- | --- | -- | ---------------------- | --- | ------- | --------- | ---- | --------------------------- | ------------------------- |
| 1  | Curaçao                     | 4  | 3 | 1 | 0 | 15 | 1  | +14 | 10 | Giành quyền vào vòng 2 |     | —       | 0–0       | —    | 5–0                         | —                         |
| 2  | Guatemala                   | 4  | 3 | 1 | 0 | 14 | 0  | +14 | 10 |                        |     | —       | —         | 1–0  | 10–0                        | —                         |
| 3  | Cuba                        | 4  | 2 | 0 | 2 | 7  | 3  | +4  | 6  |                        | 1–2 | —       | —         | —    | 1–2                         |                           |
| 4  | Saint Vincent và Grenadines | 4  | 1 | 0 | 3 | 3  | 16 | −13 | 3  |                        | —   | —       | 0–1       | —    | 3–0                         |                           |
| 5  | Quần đảo Virgin thuộc Anh   | 4  | 0 | 0 | 4 | 0  | 19 | −19 | 0  |                        | 0–8 | 0–3     | —         | —    | —                           |                           |

| Guatemala         | 1–0      | Cuba |
| ----------------- | -------- | ---- |
| - L. Martínez 59' | Chi tiết |      |

| Curaçao                                                         | 5–0      | Saint Vincent và Grenadines |
| --------------------------------------------------------------- | -------- | --------------------------- |
| - J. Bacuna 1', 35' - Van den Hurk 17' - Antonia 45' - Hooi 87' | Chi tiết |                             |

| Quần đảo Virgin thuộc Anh | 0–3      | Guatemala                                   |
| ------------------------- | -------- | ------------------------------------------- |
|                           | Chi tiết | - Lom 21' - Hernández 44' - Betancourth 81' |

| Cuba               | 1–2      | Curaçao                        |
| ------------------ | -------- | ------------------------------ |
| - O. Hernández 27' | Chi tiết | - L. Bacuna 11' - Benschop 44' |

| Saint Vincent và Grenadines            | 3–0      | Quần đảo Virgin thuộc Anh |
| -------------------------------------- | -------- | ------------------------- |
| - Anderson 10' - Sam 20' - Solomon 86' | Chi tiết |                           |

| Cuba                                                                           | 5–0      | Quần đảo Virgin thuộc Anh |
| ------------------------------------------------------------------------------ | -------- | ------------------------- |
| - Paradela 33' - O. Hernández 68' - M. Reyes 76' - Cavafe 80' - D. Reyes 90+1' | Chi tiết |                           |

| Guatemala | 10–0     | Saint Vincent và Grenadines |
| --- | -------- | --------------------------- |
| - Lom 2' - Barrientos 12' - Santis 16' - Hernández 33' (ph.đ.) - Gordillo 41' - L. Martínez 52' - Betancourth 66' - Ceballos 79' (ph.đ.) - Vargas 85' - Méndez 89' | Chi tiết |                             |

| Quần đảo Virgin thuộc Anh | 0–8      | Curaçao                                                                                   |
| ------------------------- | -------- | ----------------------------------------------------------------------------------------- |
|                           | Chi tiết | - Kuwas 7' - Maria 9', 27' - L. Bacuna 11' - Benschop 18' (ph.đ.), 22' - Gorré 57', 90+1' |

| Saint Vincent và Grenadines | 0–1      | Cuba           |
| --------------------------- | -------- | -------------- |
|                             | Chi tiết | - M. Reyes 64' |

| Curaçao | 0–0      | Guatemala |
| ------- | -------- | --------- |
|         | Chi tiết |           |

### Bảng D
| VT | Đội               | ST | T | H | B | BT | BB | HS  | Đ  | Giành quyền tham dự    |      | Panama | Cộng hòa Dominica | Barbados | Dominica | Anguilla |
| -- | ----------------- | -- | - | - | - | -- | -- | --- | -- | ---------------------- | ---- | ------ | ----------------- | -------- | -------- | -------- |
| 1  | Panama            | 4  | 4 | 0 | 0 | 19 | 1  | +18 | 12 | Giành quyền vào vòng 2 |      | —      | 3–0               | 1–0      | —        | —        |
| 2  | Cộng hòa Dominica | 4  | 2 | 1 | 1 | 8  | 4  | +4  | 7  |                        |      | —      | —                 | 1–1      | 1–0      | —        |
| 3  | Barbados          | 4  | 1 | 2 | 1 | 3  | 3  | 0   | 5  |                        | —    | —      | —                 | 1–1      | 1–0      |          |
| 4  | Dominica          | 4  | 1 | 1 | 2 | 5  | 4  | +1  | 4  |                        | 1–2  | —      | —                 | —        | 3–0      |          |
| 5  | Anguilla          | 4  | 0 | 0 | 4 | 0  | 23 | −23 | 0  |                        | 0–13 | 0–6    | —                 | —        | —        |          |

| Cộng hòa Dominica | 1–0      | Dominica |
| ----------------- | -------- | -------- |
| - F. Núñez 52'    | Chi tiết |          |

| Panama      | 1–0      | Barbados |
| ----------- | -------- | -------- |
| - Catuy 82' | Chi tiết |          |

| Anguilla | 0–6      | Cộng hòa Dominica                                                        |
| -------- | -------- | ------------------------------------------------------------------------ |
|          | Chi tiết | - Romero 22' (ph.đ.), 27' - Lorenzo 25', 46' - Peralta 66' - Espinal 75' |

| Dominica      | 1–2      | Panama                            |
| ------------- | -------- | --------------------------------- |
| - Laville 82' | Chi tiết | - Thomas 28' (l.n.) - Fajardo 85' |

| Barbados        | 1–0      | Anguilla |
| --------------- | -------- | -------- |
| - Saimovici 81' | Chi tiết |          |

| Dominica                                 | 3–0      | Anguilla |
| ---------------------------------------- | -------- | -------- |
| - Thomas 3' - C. Bertrand 34' - Wade 42' | Chi tiết |          |

| Cộng hòa Dominica | 1–1      | Barbados           |
| ----------------- | -------- | ------------------ |
| - Rodríguez 90+2' | Chi tiết | - Reid-Stephen 42' |

| Anguilla | 0–13     | Panama |
| -------- | -------- | --- |
|          | Chi tiết | - Cooper 7', 18' - Aguilar 31' - Torres 35' (ph.đ.), 53', 70', 83' (ph.đ.) - Smith 48' (l.n.) - Waterman 50' - Camargo 58' - Catuy 73' - Quintero 84' - Palacios 90' |

| Barbados        | 1–1      | Dominica   |
| --------------- | -------- | ---------- |
| - Saimovici 48' | Chi tiết | - Wade 57' |

| Panama                                   | 3–0      | Cộng hòa Dominica |
| ---------------------------------------- | -------- | ----------------- |
| - Godoy 8' - Bárcenas 67' - Waterman 86' | Chi tiết |                   |

### Bảng E
| VT | Đội                      | ST | T | H | B | BT | BB | HS  | Đ | Giành quyền tham dự    |      | Haiti | Nicaragua | Belize | Quần đảo Turks và Caicos | Saint Lucia |
| -- | ------------------------ | -- | - | - | - | -- | -- | --- | - | ---------------------- | ---- | ----- | --------- | ------ | ------------------------ | ----------- |
| 1  | Haiti                    | 3  | 3 | 0 | 0 | 13 | 0  | +13 | 9 | Giành quyền vào vòng 2 |      | —     | 1–0       | 2–0    | —                        | —           |
| 2  | Nicaragua                | 3  | 2 | 0 | 1 | 10 | 1  | +9  | 6 |                        |      | —     | —         | 3–0    | —                        | —           |
| 3  | Belize                   | 3  | 1 | 0 | 2 | 5  | 5  | 0   | 3 |                        | —    | —     | —         | 5–0    | —                        |             |
| 4  | Quần đảo Turks và Caicos | 3  | 0 | 0 | 3 | 0  | 22 | −22 | 0 |                        | 0–10 | 0–7   | —         | —      | —                        |             |
| 5  | Saint Lucia              | 0  | 0 | 0 | 0 | 0  | 0  | 0   | 0 | Bỏ cuộc                |      | —     | —         | —      | —                        | —           |

Saint Lucia ban đầu nằm ở bảng nay, nhưng sau đó bỏ cuộc vào phút chót.
| Haiti                  | 2–0      | Belize |
| ---------------------- | -------- | ------ |
| - Adé 50' - Séance 81' | Chi tiết |        |

| Quần đảo Turks và Caicos | 0–7      | Nicaragua                                                                     |
| ------------------------ | -------- | ----------------------------------------------------------------------------- |
|                          | Chi tiết | - Barrera 3', 59' - Smith 8', 45+2' - Fletes 46' - Forbes 78' - Moldskred 87' |

| Belize                                                              | 5–0      | Quần đảo Turks và Caicos |
| ------------------------------------------------------------------- | -------- | ------------------------ |
| - Bernárdez 45+3', 48' - August 47' - Nembhard 81' - McCaulay 90+1' | Chi tiết |                          |

| Nicaragua                                   | 3–0      | Belize |
| ------------------------------------------- | -------- | ------ |
| - Rodríguez 25' - Bonilla 46' - Barrera 51' | Chi tiết |        |

| Quần đảo Turks và Caicos | 0–10     | Haiti                                                                        |
| ------------------------ | -------- | ---------------------------------------------------------------------------- |
|                          | Chi tiết | - Nazon 27', 30', 34', 37' - Antoine 42', 53', 83' - Pierrot 75', 87', 90+2' |

| Haiti         | 1–0      | Nicaragua |
| ------------- | -------- | --------- |
| - Etienne 63' | Chi tiết |           |

### Bảng F
| VT | Đội                  | ST | T | H | B | BT | BB | HS  | Đ | Giành quyền tham dự    |     | Saint Kitts và Nevis | Trinidad và Tobago | Puerto Rico | Guyana | Bahamas |
| -- | -------------------- | -- | - | - | - | -- | -- | --- | - | ---------------------- | --- | -------------------- | ------------------ | ----------- | ------ | ------- |
| 1  | Saint Kitts và Nevis | 4  | 3 | 0 | 1 | 8  | 2  | +6  | 9 | Giành quyền vào vòng 2 |     | —                    | —                  | 1–0         | 3–0    | —       |
| 2  | Trinidad và Tobago   | 4  | 2 | 2 | 0 | 6  | 1  | +5  | 8 |                        |     | 2–0                  | —                  | —           | 3–0    | —       |
| 3  | Puerto Rico          | 4  | 2 | 1 | 1 | 10 | 2  | +8  | 7 |                        | —   | 1–1                  | —                  | —           | 7–0    |         |
| 4  | Guyana               | 4  | 1 | 0 | 3 | 4  | 8  | −4  | 3 |                        | —   | —                    | 0–2                | —           | 4–0    |         |
| 5  | Bahamas              | 4  | 0 | 1 | 3 | 0  | 15 | −15 | 1 |                        | 0–4 | 0–0                  | —                  | —           | —      |         |

| Saint Kitts và Nevis | 1–0      | Puerto Rico |
| -------------------- | -------- | ----------- |
| - Nelson 42'         | Chi tiết |             |

| Trinidad và Tobago                       | 3–0      | Guyana |
| ---------------------------------------- | -------- | ------ |
| - L. García 7' - Bateau 15' - Telfer 44' | Chi tiết |        |

| Bahamas | 0–4      | Saint Kitts và Nevis                                         |
| ------- | -------- | ------------------------------------------------------------ |
|         | Chi tiết | - Freeman 25', 65' - Liburd 53' (ph.đ.) - Sterling-James 82' |

| Puerto Rico     | 1–1      | Trinidad và Tobago |
| --------------- | -------- | ------------------ |
| - R. Rivera 72' | Chi tiết | - Jones 54'        |

| Guyana                                                   | 4–0      | Bahamas |
| -------------------------------------------------------- | -------- | ------- |
| - Vancooten 8' - Daniel 54' - Glasgow 75' - Welshman 81' | Chi tiết |         |

| Puerto Rico                                                                                  | 7–0      | Bahamas |
| -------------------------------------------------------------------------------------------- | -------- | ------- |
| - Díaz 3' - R. Rivera 13', 43' (ph.đ.) - Angking 31' - Vega 62' - Servania 66' - Hayes 90+2' | Chi tiết |         |

| Saint Kitts và Nevis                    | 3–0      | Guyana |
| --------------------------------------- | -------- | ------ |
| - Freeman 9' (ph.đ.), 36' - Sawyers 67' | Chi tiết |        |

| Bahamas | 0–0      | Trinidad và Tobago |
| ------- | -------- | ------------------ |
|         | Chi tiết |                    |

| Guyana | 0–2      | Puerto Rico                           |
| ------ | -------- | ------------------------------------- |
|        | Chi tiết | - R. Rivera 12' - Angking 25' (ph.đ.) |

| Trinidad và Tobago          | 2–0      | Saint Kitts và Nevis |
| --------------------------- | -------- | -------------------- |
| - Muckette 36' - Hyland 74' | Chi tiết |                      |

## Danh sách cầu thủ ghi bàn
Đã có 214 bàn thắng ghi được trong 56 trận đấu, trung bình 3.82 bàn thắng mỗi trận đấu.
6 bàn thắng
- David Rugamas
- Nigel Hasselbaink

5 bàn thắng
- Lucas Cavallini
- Cyle Larin
- Lyle Taylor

4 bàn thắng
- Jonathan David
- Alphonso Davies
- Duckens Nazon
- Gabriel Torres
- Ricardo Rivera
- Keithroy Freeman

3 bàn thắng
- Kane Crichlow
- Charlison Benschop
- Carnejy Antoine
- Frantzdy Pierrot
- Juan Barrera

2 bàn thắng
- Quinton Griffith
- Joshua John
- Emile Saimovici
- Carlos Bernárdez
- Mark-Anthony Kaye
- Onel Hernández
- Maikel Reyes
- Juninho Bacuna
- Leandro Bacuna
- Kenji Gorré
- Michaël Maria
- Julian Wade
- Nowend Lorenzo
- Dorny Romero
- Marvin Monterrosa
- Saydrel Lewis
- Robin Betancourth
- Moisés Hernández
- Luis Martínez
- Darwin Lom
- Adrian Clifton
- Ariagner Smith
- Jair Catuy
- Armando Cooper
- Cecilio Waterman
- Isaac Angking
- Sheraldo Becker
- Shaquille Pinas

1 bàn thắng
- D'Andre Bishop
- Rhys Browne
- Peter Byers
- Eugene Kirwan
- Terence Groothusen
- Niall Reid-Stephen
- Jesse August
- Deon McCaulay
- Deshawon Nembhard
- Jaylon Bather
- Kole Hall
- Dante Leverock
- Knory Scott
- Zachary Brault-Guillard
- Theo Corbeanu
- Junior Hoilett
- Alistair Johnston
- Richie Laryea
- Frank Sturing
- David Wotherspoon
- Jonah Ebanks
- Mark Ebanks
- Cavafe
- Luis Paradela
- Dairon Reyes
- Jarchinio Antonia
- Elson Hooi
- Brandley Kuwas
- Anthony van den Hurk
- Chad Bertrand
- Audel Laville
- Briel Thomas
- Luis Espinal
- Fran Núñez
- Domingo Peralta
- Manny Rodríguez
- Walmer Martinez
- Gerson Mayen
- Joshua Pérez
- Juan Carlos Portillo
- Eriq Zavaleta
- Rudy Barrientos
- Marvin Ceballos
- Gerardo Gordillo
- John Méndez
- Oscar Santis
- Jorge Vargas
- Kadell Daniel
- Omari Glasgow
- Terence Vancooten
- Emery Welshman
- Ricardo Adé
- Derrick Etienne
- Steven Séance
- Rohan Ince
- Nathan Pond
- Byron Bonilla
- Marvin Fletes
- Dshon Forbes
- Matías Moldskred
- Richard Rodríguez
- Jorman Aguilar
- Édgar Bárcenas
- Miguel Camargo
- Aníbal Godoy
- José Fajardo
- Francisco Palacios
- Alberto Quintero
- Gerald Díaz
- Lester Hayes
- Jaden Servania
- Devin Vega
- Rowan Liburd
- Vinceroy Nelson
- Romaine Sawyers
- Omari Sterling-James
- Oalex Anderson
- Zidane Sam
- Azinho Solomon
- Roland Alberg
- Ryan Donk
- Florian Jozefzoon
- Gleofilo Vlijter
- Sheldon Bateau
- Levi García
- Khaleem Hyland
- Joevin Jones
- Duane Muckette
- Ryan Telfer

1 bàn phản lưới nhà
- Tafari Smith (trong trận gặp Panama)
- Francois Croes (trong trận gặp Suriname)
- Briel Thomas (trong trận gặp Panama)